# Sociální spravedlnost
Sociální spravedlnost je pojem týkající se podmínek postavení člověka ve společnosti. Je to pojem velmi obsáhlý a není pro něj jednoznačná, obecně užívaná a jednoznačně vymezující definice. Pojem sociální spravedlnosti je jedním ze základních pilířů, principů sociální politiky – spolu s principy solidarity, subsidiarity, participace a ekvivalence.
Obecně je nejčastěji definována jako ideální nastavení společenských vazeb a principů, kdy jedinec není předem znevýhodněn nebo postihován za své vlastnosti nebo okolnosti, které nemohl ovlivnit. Např. místo narození, pohlaví, rasu, tělesné postižení, materiální dostatek svých rodičů nebo prostředí ve kterém vyrůstal, možnosti vzdělání, zaměstnání nebo podnikání v místě svého bydliště, apod.
Ve společnosti s nedostatečnou mírou sociální spravedlnosti jsou všechny tyto okolnosti navzájem provázány, vzájemně se ovlivňují a potencují. Tím jsou základní parametry života konkrétního člověka trvale determinovány nezávisle na jeho talentu nebo píli.
V prostředí feudálním nebo v kapitalismu je nízká až nulová míra sociální spravedlnosti typickým rysem. Německý sociolog Michael Hartmann např. prokázal, že lidé zaměstnaní na štědře placených místech pocházejí v drtivé většině (až 80 %) z bohatých rodin.
V moderních dějinách se o snížení nejkřiklavějších rozdílů snažil socialismus a to prostřednictvím různě definovaného znárodnění (zestátnění, vyvlastnění), centrálního řizení, propagandy, státními regulacemi, daňovým systémem, omezením svobod, nucenou prací, apod. Otázku sociální spravedlnosti si ale kladli již řečtí myslitelé a zřetelně se projevuje v dějinách ekonomického a politického myšlení. Podle sv. Augustina „je stát bez spravedlnosti jen velká ničemnost“.
Sociální spravedlnost je jedním z cílů sociální politiky, v jehož vymezení nemůže být mezi politickými aktéry úplná shoda. Liberální stanovisko vidí sociální spravedlnost v tom, že občané mají stejnou možnost se společensky uplatnit a je jim garantováno, že mohou užívat statky, jež legálním způsobem nabyli. Sociálně demokratické strany tradičně usilovaly o zmírňování sociální nerovnosti, zejména daněmi, jež měly progresivně růst s příjmy. V západoevropských zemích v současnosti však mají tyto strany k daním jako k prostředku nastolování sociální spravedlnosti rezervovaný postoj. Společenský konsenzus je mezi politickými aktéry dosažitelný, jen pokud jde o rovnost příležitostí.
Sociální spravedlnost jako předem daná entita prakticky neexistuje. Existují pouze naše soudy o ní, tj. o určitých myšlenkách či činech, které posuzujeme podle jejích následků – buď je považujeme, nebo nepovažujeme za sociálně spravedlivé.

## Sociální spravedlnost a sociální politika
Spravedlnost jako taková je obecně stavěna proti křivdě a bezpráví. Je považovaná za měřítko mezilidských vztahů, za základní mravní i náboženskou hodnotu, za základ právního řádu, základ států a veřejných politik.
Spravedlnosti lze rozumět jednak v právním slova smyslu (tj. souhrn právních norem a zásad), jednak ji lze rozumět ve smyslu sociálním. Sociální spravedlnost lze vymezit pravidly, podle nichž jsou ve společnosti rozdělovány příjmy a bohatství a také životní příležitosti a předpoklady (např. vzdělávat se, uplatnit se na trhu práce atd.) mezi jednotlivé občany, případně sociální skupiny.

V kontextu sociální politiky jsou důležité obě významové roviny, neboť zákonodárství a právní normy tvoří legitimitu spravedlnosti sociální. Hovoříme-li o spravedlivém rozdělovaní povinností i výhod, jedná se o tzv. spravedlnost distributivní.
„Jestliže je pro člověka přirozené žít ve společnosti s ostatními, pak také musí mezi lidmi existovat něco, čím je toto množství řízeno. Při tak velkém počtu lidí a při snaze jednotlivce jednat egoisticky, pro svůj soukromý zájem, by se lidská společnost rozpadla, pokud by nebylo nikoho, kdo by se staral o celkové dobro společnosti, právě tak, jako by se muselo rozpadnout lidské tělo a vůbec každá živá bytost, kdyby nebylo v těle nějaké řídící síly, která se zaměřuje na společné dobro všech údů.“ (Tomáš Akvinský - O království ke králi kyperskému) 
Je třeba podotknout, že obecně akceptovaná definice či představa toho, co je sociálně spravedlivé a co nikoli, neexistuje. Přesto je ale sociální spravedlnost hodnotou, jíž nelze přehlížet a s níž musí sociální systémy pracovat. Sociální spravedlnost je hodnota vedená myšlenkami humanismu, lidského dobra a prospěchu. V tom, že je třeba jednat spravedlivě a stejně se i chovat se lidé většinou shodují.
Sociální spravedlnost a též naopak nespravedlnost a sociální nerovnosti, které s ní souvisí a jejich charakter i rozsah s ní souvisejí s otázkami sociálního souladu či napětí ve společnosti. Mají silný politický náboj a právě od nich závisí stabilita společnosti, potažmo úspěšnost sociálních politik.
Proto je sociální spravedlnost a harmonie zpravidla základem legitimity každé vlády a jejího usilování a jako taková je jedním ze základních principů, jimiž má být společnost organizována, strukturována a řízena.
Jak se shoduje většina autorů zabývajících se sociální politikou, je sociální spravedlnost pojem relativní a k jeho řešení je třeba přistupovat zpravidla vždy z řady různých hledisek a přihlížet tak k podstatě a charakteru velice rozmanitých konkrétních sociálních situací.
Josef Macek ve 20. letech 20. století píše v publikaci Základy sociální politiky o třech zásadách sociální spravedlnosti, jimiž jsou: každému stejně, každému podle jeho potřeb a každému podle jeho zásluhy. I on zastává názor, že sociální spravedlnost je relativní a tvrdí, že při výběru zásad je třeba nechat se vést ještě jednou zásadou – a sice „zásadou života“. V konkrétní situaci je pak třeba volit ty zásady, které jeho slovy znamenají „největší štěstí největšího počtu“.

## Hlediska posuzování sociální spravedlnosti
Pro posouzení sociální spravedlnosti  se nejčastěji setkáváme s dalšími dílčími hledisky či principy:
- výkonu a zásluhy

- souladu mezi vstupy a výstupy

- rovnosti

- rovných příležitostí

- sociální potřebnosti.

V každé sociální politice se pak uvedená hlediska nutně uplatňují v určité kombinaci.

## Ekonomické a sociální úvahy
Boj se sociální nespravedlností a neregulovaným kapitalismem je dlouhodobě námětem rozmanitých prací mnoha novodobých historiků, ekonomů, sociologů i umělců. Sociální spravedlnost byla jedním z nosných témat v díle německého ekonoma Karla Marxe. V České republice se problematikou sociální spravedlnosti zabývá mj. Jan Keller (přednáška Arogance financí, kniha Tři sociální světy, apod.).

## Sociální spravedlnost v kontextu sociální práce
Podle Wakefielda má být sociální spravedlnost „organizující hodnotou“ sociální práce (ve stejném smyslu, v jakém je v takovou hodnotou v medicíně léčba nemoci). Úkolem sociální práce je napravovat různé typy deprivací, vyrovnávat příležitosti. Mezi deprivace patří nejen znevýhodnění ekonomické, ale i politické, okrajové společenské postavení, psychická traumatizace a fyzické poškození. Deprivace má určité stupně, ke kompenzaci každého typu znevýhodnění je třeba jisté minimální úrovně pomoci. 

## Odezvy v literatuře
Za jeden z nejsilnějších socialistických románů všech dob je považován román Jacka Londona Železná pata. Za další významně kritická americká díla jsou považovány například Hrozny hněvu od Johna Steinbecka, Smrt obchodního cestujícího od Arthura Millera a jiné další.
V Západní Evropě patřil mezi výrazné autory sociálně-kritických románů například německý spisovatel Max von der Grün, ale i další.